# 直木和
直木 和（なおき かず、1918年3月23日 - 1940年代）は、日本のサッカー選手。

## 来歴
旧制兵庫県立第一神戸中学校（現・兵庫県立神戸高等学校）出身で、1933年に全国中等学校蹴球選手権大会で優勝した。
旧制第六高等学校（現在の岡山大学）を経て、東京帝国大学法学部に入学してア式蹴球部に入部。在学中の1939年8月27日に大連で行なわれた大連関東州代表との国際親善試合で日本代表デビューし、1940年6月16日に紀元二千六百年奉祝東亜競技大会において行なわれたフィリピン代表との国際親善試合にも日本代表として出場した。後者は、2007年に国際Aマッチとして認定された。
1941年に東京帝国大学法学部政治学科を卒業。太平洋戦争終戦の直後に事故により死去した

## 国際試合

### 出場大会
- 1940年：紀元二千六百年奉祝東亜競技大会

### 試合数
- 国際Aマッチ 1試合 0得点(1940)

| 日本代表 | 国際Aマッチ | 国際Aマッチ | その他 | その他 | 期間通算 | 期間通算 |
| 年       | 出場        | 得点        | 出場   | 得点   | 出場     | 得点     |
| -------- | ----------- | ----------- | ------ | ------ | -------- | -------- |
| 1939     | 0           | 0           | 3      | 0      | 3        | 0        |
| 1940     | 1           | 0           | 1      | 1      | 2        | 1        |
| 通算     | 1           | 0           | 4      | 1      | 5        | 1        |

### 出場
| No. | 開催日         | 開催都市 | スタジアム     | 対戦相手   | 結果 | 監督     | 大会             |
| --- | -------------- | -------- | -------------- | ---------- | ---- | -------- | ---------------- |
| 1.  | 1940年06月16日 | 兵庫県   | 甲子園南運動場 | フィリピン | ○1-0 | 竹腰重丸 | 奉祝東亜競技大会 |